# Faisal Laater
Faisal Laater – tunezyjski zapaśnik walczący w stylu wolnym. Zajął piąte miejsce na igrzyskach śródziemnomorskich w 2001. Brązowy medalista mistrzostw Afryki w 2001 roku.